# Georg Hermann Nellius
Georg Hermann Nellius (* 29. März 1891 in Rumbeck; † 8. November 1952) war ein deutscher Komponist, Chorleiter und Musikdirektor. Zeitweise als Komponist hoch geschätzt, ist Nellius als Vermittler völkischen und nationalsozialistischen Gedankenguts heute eine umstrittene Persönlichkeit. Es gibt Bestrebungen, die Benennung von Straßen nach ihm rückgängig zu machen.

## Leben

### Frühe Jahre
Georg Nellius war Sohn von Franz Nellius und dessen Ehefrau Maria. Er hatte sechs Geschwister. Der Vater war Stadtkapellmeister in Neheim. Auch einer seiner älteren Brüder übte dieses Amt aus.
Während seiner Volksschulzeit erhielt Nellius Privatunterricht durch den Priester, Dichter und Komponisten Caspar Berens. Die Gymnasialzeit verbrachte er im Internat der Herz-Jesu-Missionare in Hiltrup. Nach sechs Semestern Philosophie und Theologie an der ordenseigenen Hochschule im Kloster Oeventrop nahm er 1912 ein Berufsmusikstudium am Konservatorium in Köln auf und legte im selben Jahr an der Musikakademie in Berlin sein Staatsexamen als akademischer Musiklehrer sowie die Schulmeisterprüfung mit Auszeichnung ab. 1913 zog er nach Saarbrücken und arbeitete dort als Leiter einer privaten Musikschule, danach war er zwei Jahre lang Privatlehrer. 1915 heiratete er.
Als Kanonier und später in einem Wachkommando war Nellius von 1916 bis 1918 Soldat an der Westfront des Ersten Weltkrieges. Noch als Soldat komponierte er im Juni 1918 sein Oratorium „Totenklage“. Nach dem Krieg kehrte er nach Saarbrücken zurück und war vielfältig als Leiter verschiedener Chöre, darunter der örtliche Synagogenchor, und als Musiklehrer tätig. 1919 wurde er von der Stadt Saarbrücken als Musiklehrer an das Lehrerseminar berufen. Nachdem sein deutsch-nationalistisches und antifranzösisches Chorwerk Saartrutz trotz Verbots mit seiner Zustimmung aufgeführt wurde, wiesen ihn die französischen Verwaltungsbehörden 1920 aus dem Saarland aus.
Schadenersatz als „Kämpfer für deutsche Rechte“ erhielt er nicht, wohl aber wurde er durch eine Ausnahmegenehmigung zum Musikdirektor ernannt. 1921 folgte die nachgeholte Staatsprüfung zum „Gesangslehrer an höheren Schulen“.
Beruflich war Nellius seit 1920 als Musiklehrer am St.-Ursula-Lyzeum in Neheim tätig. Daneben studierte er seit 1921 in Münster Musikwissenschaft und Kunstgeschichte mit dem Ziel der Promotion, brach aber dieses Studium ab. Neben seiner Tätigkeit als Musiklehrer war er in Neheim Leiter verschiedener Chöre. Außerdem gründete er den Musikverein Neheim neu. 1923 wurde er Bundeschorleiter des Sauerländischen Sängerbundes.
1923 gründete Nellius den Sauerländischen Musik- und Kunstverlag König & Co. 1926 organisierte er das erste Sauerländische Musikfest, das ihm über Neheim hinaus zu einer großen Anerkennung verhalf.

### Völkische Bewegung
Nellius gilt als Entdecker der Dichterin Christine Koch. In der Trutznachtigall, Zeitschrift des Sauerländer Heimatbundes, stieß er auf Gedichte von Koch. Er vertonte einige ihrer Mundarttexte und veröffentlichte sie. Zusammen mit Josefa Berens-Totenohl ermutigte er Koch zur Fortsetzung ihrer literarischen Arbeit. Sie veröffentlichte ihre zwischen 1924 und 1929 erschienenen Hauptwerke in dem Verlag von Nellius und motivierte ihn, Sauerländer Mundartstücke zu vertonen, darunter in großer Zahl solche von Koch. Insgesamt gehören über hundert Kompositionen zu Texten von Koch zu seinem Werk. Daneben vertonte er auch die Texte weiterer plattdeutsch schreibender Autoren. Mit der Duitsken Messe gehörte er zu den ersten Komponisten im deutschen Katholizismus, die eine Mundartmesse schufen. Sein plattdeutscher Chorgesang weist eine lange Wirkungsgeschichte auf. Dabei machte er sich keine Illusionen darüber, dass es sich beim Plattdeutschen um eine sterbende Sprache handelte.
Nellius war Anhänger der Heimatbewegung und gehörte dem Sauerländer Heimatbund an. Dort vertrat er den völkischen Flügel und propagierte das völkische Konzept der „Heimatkunst“. Ende der 1920er Jahre gründete er den Sauerländischen Künstlerkreis (SKK), dem auch die „politischen Aktivistinnen“ (Stadthaus) Josefa Berens-Totenohl und Maria Kahle angehörten. Geleitet wurde der Kreis in den Folgejahren von Hans Menne, NSDAP-Mitglied seit 1924. Nach der Machtübergabe wurde der SSK von der NSDAP als repräsentative Vereinigung der Sauerländer Kulturträger angesehen. Die „nationalsozialistische Revolution“ erfüllte seine Mitglieder „mit großer Freude“, wie sie in gemeinsamer Erklärung im westfälischen Central-Volksblatt des Zentrums bekundeten. Der SKK war Mitglied im rosenbergschen Kampfbund für deutsche Kultur.
1930 veröffentlichte Nellius als eine Art Programmschrift für den SKK den Vortrag „Kunst als Grundkraft der Heimatbewegung“. Darin sprach er von der geistigen Wende im Heimatbund und hob die „Evolution der kernhaften gesunden Stammeskultur in eine umfassende Vaterlandskultur unter Wahrnehmung und stärksten Betonung der Stammes-Eigenart“ hervor. Dadurch solle der „weltkriegs-kranke deutsche Volkskörper“ gesunden. Er stellte dem „Negerblut“ des Jazz die „vitalen Kräfte unverbrauchten Heimatblutes“ gegenüber. 1932 wurde er mit einem Staatspreis des Reichsministers des Innern in Verbindung mit dem Preußischen Minister für Wissenschaft, Kunst und Volksbildung ausgezeichnet. Schon Zeitgenossen äußerten den Verdacht, dass weniger seine Musik als vielmehr die rechte politische Tendenz der Themen ein Grund für diesen Erfolg war, so auch die Nellius-Biografin Esther Wallies: Es liege „der Verdacht nahe, dass die Werke Nellius’ primär wegen ihrer völkisch orientierten Textauswahl und nicht wegen der musikalischen Fähigkeit des Komponisten ausgewählt wurden.“

### Nationalsozialismus
Anfang 1933 wurde Nellius Studienrat und Dirigent in Herne. 1934 wurde er in das Amt eines Gauchorleiters berufen. Es förderte ihn der nationalsozialistische Oberbürgermeister Albert Meister, als dessen intimer Freund er galt und der 1934 Führer des Deutschen Sängerbundes wurde. Nellius erhielt dessen vorausgegangenes Amt als Leiter des Westfälischen Sängerbunds. Von Meister wurde er bei dem Sängerfest in Breslau Adolf Hitler vorgestellt.
Einem Teil der Kompositionen von Nellius lagen explizit nationalsozialistische Texte zugrunde, so Volk und Führer (1935) oder Heil dem Dritten Reich. Lieder aus Deutschlands großer Zeit. Ein Lied zu einem Text von Walther Filbrey trug den Titel Der Ruf des Führers. Nellius gehörte seit 1933 dem Nationalsozialistischen Lehrerbund (NSLB), der Reichsmusik- und der Reichskulturkammer an. Nach dem Ablauf der vierjährigen Mitgliedersperre beantragte er am 23. Dezember 1937 die Aufnahme in die NSDAP und wurde rückwirkend zum 1. Mai desselben Jahres aufgenommen (Mitgliedsnummer 5.494.391). Als besondere Würdigung beschrieb die Herner Ortspresse, dass Nellius nach einem Konzert 1937 von Adolf Hitler empfangen wurde. Das NS-Organ der Heimatbewegung Heimat und Reich bezeichnete ihn als „Hitlermann“. Er gab in fast allen großen deutschen Städten Chorkonzerte.
Nellius betätigte sich aktiv antisemitisch, indem er bei musikalischen Programmbeiträgen „Vollblutjuden“ festzustellen versuchte und Chorleiter anschließend unter Drohungen zur Programmänderung aufforderte. NS- und Kriegspropaganda von Nellius ist bis 1944 belegbar.

### Nach dem Ende des Nationalsozialismus
Nach dem Zusammenbruch des Nationalsozialismus wurde Nellius aus dem Schuldienst entlassen. Im Entnazifizierungsverfahren hieß es zunächst (1946, 1947): „ist ein aktiver Nazi“ und „Darf nicht beschäftigt werden“. 1946 hatte der Ausschuss festgestellt: „a man like Nellius is not a fit person to be trusted with the education of our youth“. Er wurde in die in den Massenverfahren ungünstigste Belastungskategorie III eingestuft. Schrittweise verbesserte er sich im Laufe der folgenden Jahre in Revisionen auf V / „Darf beschäftigt werden“, die günstigste Kategorie (1949). Nellius lebte in den letzten Jahren wieder in Neheim und war dort erneut als Chorleiter tätig. Neuere Forschungen zum Entnazifizierungsverfahren machen deutlich, dass die Entlastung von 1948, basierend auf Gefälligkeitsgutachten und Persilscheinen, die Belege für Nellius’ völkische und nationalsozialistische Überzeugungen und die daraus hervorgehende Praxis nicht entkräften kann.

## Ehrung, Kritik, Rücknahme

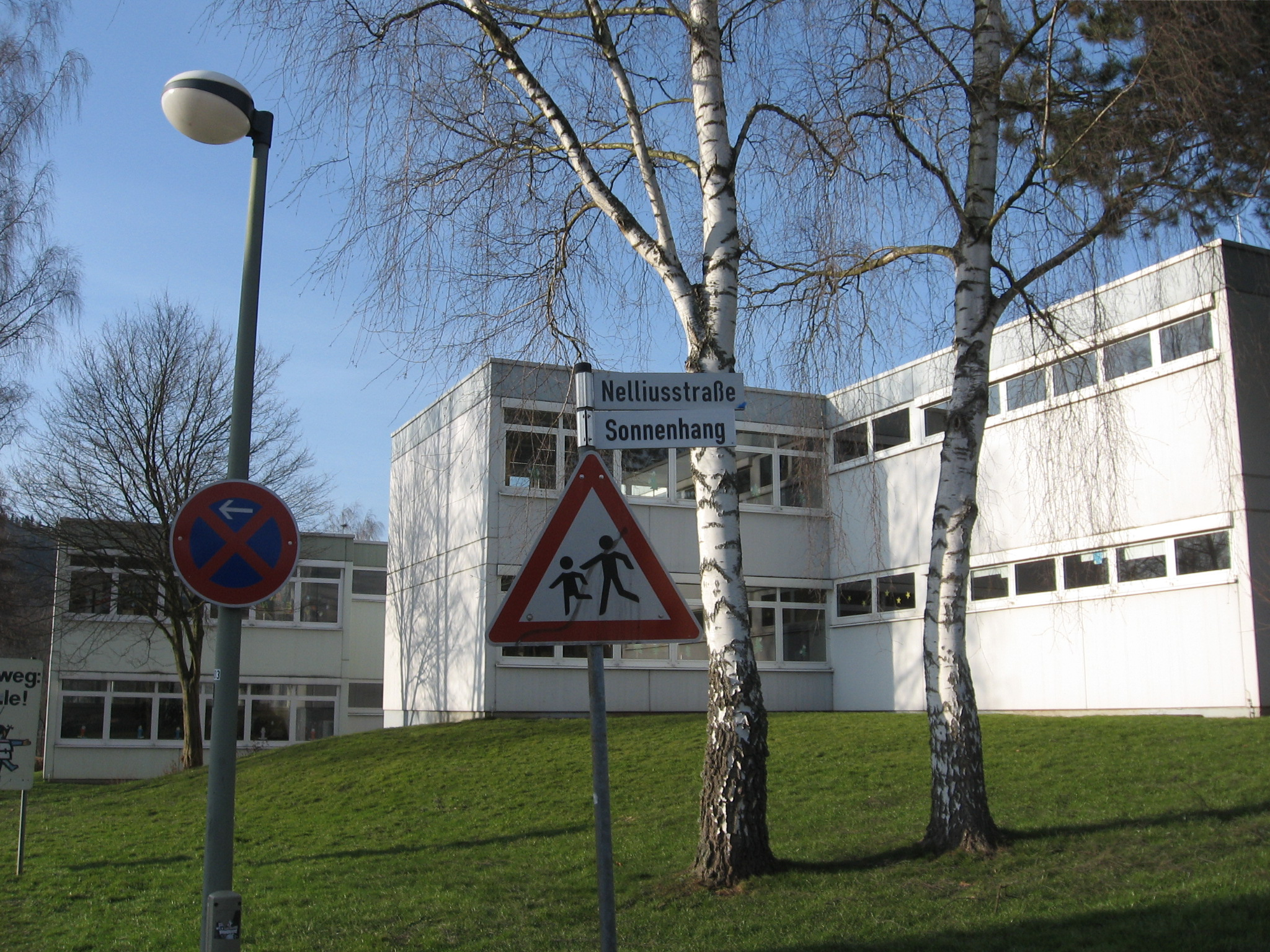
Straßenschild der Nelliusstraße in Hachen nach Umbenennung

- 1932: Staatspreis für Komponisten „zur Gewinnung neuer wertvoller Chorwerke“ des Reichsministers des Innern in Verbindung mit dem Preußischen Minister für Wissenschaft, Kunst und Volksbildung für das Oratorium Von deutscher Not (Hauptpreis; Text Maria Kahle), die Duitse Misse (Text Christine Koch) und das Chorwerk „Ruhr“ (nach Gedichten von Josef Winkler und M. Weinand), ferner preußischer Staatssonderpreis für den Liederkreis Deutschland[18]
- 1937: Empfang durch Adolf Hitler nach Konzert in Herne
- 1959: Nellius-Musik zur Amtseinführung des Bundespräsidenten Heinrich Lübke, dem die Sänger des MGV Eintracht Hachen und des MGV Cäcilia Sundern in den 1960er Jahren mehrfach ein Geburtstagsständchen in Bonn vortrugen (so u. a. „Meyn Duarp“ oder „Hilleken, stilleken“ und „Vam häogen Astmerg“, Texte von Christine Koch)[19]
- 1972: Nellius-Musik zur Beerdigung des Bundespräsidenten Heinrich Lübke

Nach 1945 wurden in drei westfälischen Orten Straßen nach Nellius benannt. Dabei handelte es sich um den Georg-Nellius-Weg in Wickede, die Georg-Nellius-Straße in Arnsberg-Rumbeck und die Nelliusstraße in Sundern-Hachen. In Sundern wurde noch 1975 im Zuge der kommunalen Neugliederung die Christine-Koch-Straße entsprechend umbenannt. 2013 erfolgte angesichts hoher Belastung durch ihr NS-Engagement eine Umbenennung der Nellius-, Maria-Kahle- und Karl-Wagenfeld-Straße durch den Kulturausschuss der Stadt, die vom lokalen Heimatbund unterstützt wurde. Auch in Arnsberg und Wickede wurden 2013 die Straßennamen geändert.
Eine Bürgerinitiative versuchte in Hachen die Umbenennung mit Hilfe eines Bürgerentscheids zu verhindern. 50,8 % der Teilnehmer am Bürgerentscheid sprachen sich im Mai 2015 gegen eine Umbenennung der Nelliusstraße aus. Der Bürgerentscheid war dennoch ungültig, da nur 15 % statt der notwendigen 20 % für den Namen Nelliusstraße votierten.

## Werke (Auswahl)
Insgesamt umfasst das Werk über 450 Kompositionen. Er gehörte der Generation von Hindemith und Strawinsky an. Unverkennbar ist der neoromantische Einfluss in seinem Kompositionsstil.
- Totenklage – ein Oratorium, entstand von 1916 bis 1918 an der Westfront
- Saartrutz – ein 1920 entstandenes Chorwerk
- Goethe-Symphonie – dieses 500 Seiten umfassende Werk wurde nach seinem Tod in Saarbrücken uraufgeführt
- Nellius verfasste auch klar nationalsozialistisch orientierte Stücke, darunter etwa die Vertonung eines Liedes „Der Ruf des Führers“ (op. 63, Nr. 15)[24]